# Batavia (Illinois)
Batavia ist eine Stadt im Norden des US-amerikanischen Bundesstaates Illinois. Die Stadt liegt im Kane County und zu einem kleinen Teil im DuPage County. Batavia hat 26.098 Einwohner (Stand:2020).
Batavia wird durch den Fox River in eine Westseite und eine Ostseite geteilt. Flussabwärts liegt im Süden North Aurora, flussaufwärts im Norden Geneva. Das Stadtzentrum von Chicago liegt etwa 60 km in östlicher Richtung entfernt, und ist über den Interstate 88/Interstate 290 erreichbar.

## Geschichte
Nach Ende des Black-Hawk-Krieges 1832 war die Gegend von Batavia einer der ersten Teile in den ehemaligen Indianergebieten, die von Weißen besiedelt wurden. Der erste dieser Siedler im Gebiet des heutigen Batavia war Christopher Payne, der hier in den 1830er Jahren ein Log Cabin baute und dem Ort den Namen Head of the Big Woods gab. Der Ort bot den Siedlern Wasserkraft, fruchtbares Land und Kalkstein, der in Steinbrüchen an der Oberfläche gebrochen werden konnte. 1837 eröffnete hier die erste Getreidemühle. 1838 erwarb der ehemalige Kongressabgeordnete Isaac Wilson das Land und taufte den Ort nach seiner Heimatstadt Batavia im Bundesstaat New York.
Um 1850 bildete die Stadt das Zentrum eines regen Handels mit Kalkstein, so dass der Spitzname Quarry City (Steinbruchstadt) lautete. Im selben Jahr erreichte die Chicago and Aurora Railroad (später Chicago, Burlington and Quincy Railroad) die Stadt, so dass Batavia mit Chicago per Eisenbahn verbunden war. 1872 erhielt die Stadt den Status einer City.
Zu den Gebäuden Batavias, die durch die Aufnahme in das National Register of Historic Places (NRHP) unter Denkmalschutz gestellt wurden, gehören das private Internat Batavia Institute (NRHP seit 1976), das Depot der Chicago, Burlington, and Quincy Railroad (NRHP seit 1979) und das Wohnhaus von Isaac Wilson (NRHP seit 1985).

## Bildung und Wirtschaft
In Batavia gibt es eine High School und sechs Volksschulen. Batavia ist zudem der Sitz eines großen Teilchenbeschleunigers (Fermilab) und ist das Hauptquartier des Supermarkt-Discounters ALDI in den USA. Außerdem besitzt die Stadt viele Parks. Nächster Flughafen ist der DuPage County Airport.

## Söhne und Töchter der Stadt
- Dan Issel (* 1948), Basketballspieler
- Ken Anderson (* 1949), American-Football-Spieler